# Penstemon longiflorus
Penstemon longiflorus är en grobladsväxtart som först beskrevs av Francis Whittier Pennell, och fick sitt nu gällande namn av S.L. Clark. Penstemon longiflorus ingår i släktet penstemoner, och familjen grobladsväxter. Inga underarter finns listade i Catalogue of Life.